# Lac Humqui
Pour les articles homonymes, voir Humqui.
Le lac Humqui est un plan d'eau situé dans la municipalité de Saint-Zénon-du-Lac-Humqui, dans la municipalité régionale de comté (MRC) de La Matapédia, dans la région administrative du Bas-Saint-Laurent, au Québec, au Canada.

## Toponymie
Le mot Humqui tire ses origines de la langue micmaque et signifie  « lieu où l'eau s'amuse. » Le nom de la ville d'Amqui a la même origine.

## Géographie
Le lac Humqui est situé dans la municipalité régionale de comté de La Matapédia dans la Gaspésie. De plus, il y a aussi une rivière portant le même nom, laquelle constitue un affluent de la rive ouest de la rivière Matapédia. Cette dernière coule vers le Sud et se déverse sur la rive Nord de la rivière Ristigouche laquelle coule à son tour vers l'Est jusqu'à la rive Ouest de la Baie-des-Chaleurs.

## Tourisme
La pêche et diverses activités nautiques y sont pratiquées. L'hiver, il y a un défi de pêche blanche à la truite d'organisé d'une durée de 36 heures nommé « Les 36 heures du Lac-Humqui ».

### Sources
- Commission de toponymie du Québec